# گنج‌دره
گنج‌دره (به کردی: چیاخزینه) محوطه‌ای باستانی مربوط به دوره نوسنگی است که در شهرستان هرسین، روستای قیسوند واقع شده است. این محوطۀ باستانی در تاریخ ۵ آذر ۱۳۸۰ با شمارهٔ ثبت ۴۳۹۴ به‌عنوان یکی از آثار ملی ایران به ثبت رسیده‌است.
تپۀ گنج‌دره در کنار جادۀ اصلی هرسین به کرمانشاه و در فاصله ۷ کیلومتری از شهر هرسین قرار گرفته‌است. ارتفاع گنج‌دره نسبت به سطح دریا بین ۱۳۰۰ تا ۱۴۰۰ متر است. ارتفاع تپه ۵ متر و قطر آن ۴۰ متر است و یک محدودۀ ۱۳۰۰ متر مربعی را شامل می‌شود.

## فصل‌های کاوش
کاوش‌های گنج‌دره در سال ۱۹۶۵ آغاز شد و تا سال ۱۹۶۹ ادامه داشت. این کار تحت نظارت پروفسور فیلیپ اسمیت باستان‌شناس کانادایی صورت گرفت.
آزمایش‌های صورت‌گرفته روی زغال‌های به‌دست‌آمده از این محل نشان می‌دهد نخستین انسان‌ها در ۸۵۰۰ ق.م در این محل استقرار یافته‌اند. ظروف سفالین درشت با جدارۀ ضخیم که با آتش به‌صورت نامنظم پخته شده‌اند، پیدایش خشت‌هایی با فرورفتگی در قسمت میانی آن که نمونۀ آن در دیگر نقاط دیده نشده‌است، پیکان‌های سنگی، اشیای استخوانی، کوزه‌ها، کاسه‌ها، مهره‌ها و زینت‌آلات از جمله آثار و اشیای به‌دست‌آمده در تپۀ گنج‌دره هستند.

## زندگی در گنج‌دره

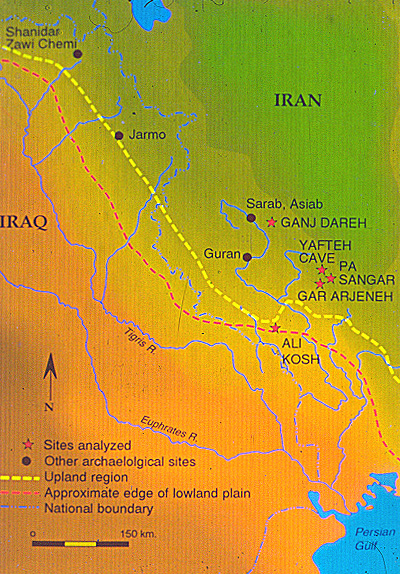
نقشه

در طبقات زیرین تپۀ گنج‌دره آثار انسان‌هایی دیده می‌شود که از آن‌ها ابزار سنگی مانند تبر سنگی که بدون دسته بوده و در دست برای دفاع یا حمله جای می‌گرفته، و تبرهای سنگی که دستۀ چوبی داشته و با الیاف طبیعی آن را به دسته‌اش می‌پیچیده‌اند، و پیکان‌های سنگی که خود نشانه‌ای از این بوده‌است که با تیر و کمان آشنایی داشته‌اند، و بسیاری دیگر از ابزار سنگی که جای چاقو یا تیغ یا وسایل کوبیدن و خرد کردن غلات یا چیزهایی دیگر پیدا شده، ولی آثار ساختمانی در این طبقه از تپه که مستقیماً با خاک بکر مجاور است به دست نیامده‌است. شاید این انسان‌ها در آن زمان زیر بوته‌هایی از شاخه‌های درخت که ممکن است روی آن را با گل می‌پوشانده‌اند زندگی می‌کرده‌اند و این آثار در نتیجۀ ساختمان‌هایی که نسل‌های بعد از آن‌ها در آن مکان به وجود آورده‌اند از بین رفته است. از ظروف سفالین هیچ اثری در این دوران به دست نیامده‌است.
بلافاصله پس از این لایه یعنی در روی آن به طبقه‌ای برخورده‌اند که آثار ساختمانی یعنی قسمت پایین اتاق‌هایی پدیدار گشته‌است. دیوار این اتاق‌ها با چیزی که نمی‌توان روی آن نام خشت نهاد، ولی به هر حال مرکب از قطعات نامنظمی از گل بوده که مالش یافته و روی آفتاب خشک شده، ترکیب یافته است. از روی این آثار به‌خوبی می‌توان دریافت که اتاق‌های کوچکی به صورت مربع نامنظم یا مستطیل ساخته بوده‌اند و در داخل آن اجاق‌ها و کندوهای متعدد وجود داشته و ظروف سفالینی در میان تمام این آثار پخش است. در این دوران که باید آن را در حدود اوایل هزارۀ نهم پیش از میلاد قرار داد کاملاً پیداست که انسان‌هایی که در حدود دو سده پیش در این مکان مستقر شده بودند تدریجاً به فن خانه‌سازی و سفال‌گری آشنایی پیدا کرده و از آتش زیاد استفاده می‌کرده‌اند، چون تعداد کوره‌های یافت‌شده بسیار زیاد است.
زندگی در تپۀ گنج‌دره تدریجاً پیشرفت کرده و در آخر هزارۀ نهم پیش از میلاد ظروف سفالین را به کوره می‌برند و حتی روی آن نقوشی به وجود می‌آورده‌اند. شاید اتفاقاً به این مطلب برخورده‌اند که گِل وقتی در مجاورت آتش در کنار اجاق‌هایشان قرار می‌گرفته سخت می‌شده و توانسته‌اند از این کشف برای ساختن ظروف گلین استفاده نمایند.
در آخر این دوران شماری تندیس‌های کوچک ایزدبانو مادر که فاقد سر می‌باشند نیز در طبقات بالای تپۀ گنج‌دره به دست آمده و این نشان‌دهندۀ این مطلب است که در آن دوره به مسائل مذهبی نیز اعتقاد پیدا کرده‌اند. این امری بسیار طبیعی است که در تمام نقاطی که انسان‌ها در روزگاران کهن نشیمن گزیده‌اند، آفرینندۀ خود را به صورتی مجسم نموده‌اند و معمولاً ایزد مادر که به‌وجودآورندۀ تمام نیازهای بشر است بیش از دیگر خدایان مورد توجه آن‌ها قرار گرفته‌است.
در این دوره از تاریخ انسان‌ها در تپۀ گنج‌دره، اهلی کردن حیوان‌ها نیز آغاز شده‌است. اگر چه مدارک زیادی در این مورد در دست نیست ولی پروفسور «اسمیت» روی خشت‌های نامنظمی که در ساختمان دیوارها به کار رفته جای پاهای متعددی از بز را مشاهده کرده و چنین نتیجه گرفته که بدون شک وقتی این خشت‌ها را برای خشک‌شدن روی آفتاب قرار داده بودند بزهایی که اهلی شده بوده‌اند از روی آن رد شده‌اند و رفت‌وآمد کرده‌اند و همین اثر نشانۀ این است که در آن زمان انسان‌های گنج‌دره توانسته بودند بز را اهلی کنند. با این وجود اسمیت معتقد است که در آن زمان احتمالاً گوسفند هنوز اهلی نشده بوده، ولی آن را شکار می‌کرده‌اند و از گوشت آن استفاده می‌کرده‌اند.

## عرصه و مالکیت
عرصۀ محوطۀ گنج‌دره نزدیک به یک هکتار است. بخش زیادی از این مساحت را زمین‌های کشاورزی تشکیل داده که باید از مالکان بخش خصوصی خریداری شود، اما این زمین‌ها هنوز تملک نشده است.

## آسیب‌ها
محوطۀ گنج‌دره در درون زمین‌های کشاورزی واقع شده و کشاورزان هرساله بخش‌هایی از آن را به زمین‌های خود الحاق می‌کنند. همچنین حفاری‌های غیرمجاز این محوطه را به شدت در معرض تخریب قرار داده است. در سال ۱۴۰۱ حفاران غیرمجاز تونلی را به ابعاد حدود ۷ متر در گنچ‌دره حفاری کردند که سبب وارد آمدن آسیب زیادی به محوطه شد. در بهمن ۱۴۰۳ یک عضو هیات علمی گروه باستان‌شناسی دانشگاه رازی کرمانشاه در انتقاد از وضعیت این محوطه، گنج‌دره را به یک کوه یخ تشبیه کرد که هر روز در حال کوچک‌تر شدن است.

## دهکدۀ توریستی
در آذر ۱۴۰۱ رئیس اداره میراث فرهنگی شهرستان هرسین از برنامه‌ریزی برای تبدیل گنج‌دره به دهکده‌ای توریستی از طریق بازسازی محوطۀ باستانی برای بازدید گردشگران و نیز تبدیل بخشی از آن به یک پژوهشگاه باستان‌شناسی با همکاری گروه باستان شناسی دانشگاه رازی خبر داد.